# Charles H. Bennett (soldat)
Pour les articles homonymes, voir Charles Bennett et Bennett.
Ne doit pas être confondu avec Charles H. Bennett (physicien).
 (janvier 2024).
Si vous disposez d'ouvrages ou d'articles de référence ou si vous connaissez des sites web de qualité traitant du thème abordé ici, merci de compléter l'article en donnant les références utiles à sa vérifiabilité et en les liant à la section « Notes et références ».
Charles H. Bennett (18 août 1811 - 7 décembre 1855) est un soldat qui servit dans l'armée des États-Unis et fut capitaine en Oregon. Plus tard, il fut présent à la découverte de l'or en Californie en janvier 1848 qui fut à l'origine de la ruée vers l'or. Il ouvrit un hôtel dans l'Oregon et mourut pendant les guerres indiennes. Il était alors capitaine de cavalerie.
Il est enterré à Salem (Oregon).